# Deeper Deeper/Nothing Helps
„Deeper Deeper/Nothing Helps” – ósmy singel zespołu ONE OK ROCK, wydany 9 stycznia 2013 roku przez wytwórnię Aer-born. Singel osiągnął 2 pozycję w rankingu Oricon i pozostał na liście przez 9 tygodni, sprzedano 65 240 egzemplarzy.
Utwór Deeper Deeper został wykorzystany w reklamie samochodu Suzuki Swift Sport, a Nothing Helps użyto jako motyw gry DmC Devil May Cry.

## Lista utworów
| CD |                            |       |                    |              |      |
| Nr | Tytuł                      | Słowa | Aranżacja          | Kompozycja   | Czas |
| 1. | "Deeper Deeper"            | Taka  | ONE OK ROCK, akkin | Ryota/Tomoya | 3:35 |
| 2. | "Nothing Helps"            | Taka  | ONE OK ROCK, akkin | ONE OK ROCK  | 4:47 |
| 3. | "Kasabuta" (jap. カサブタ) | Taka  | ONE OK ROCK, akkin | Taka         | 4:49 |